# Permanente

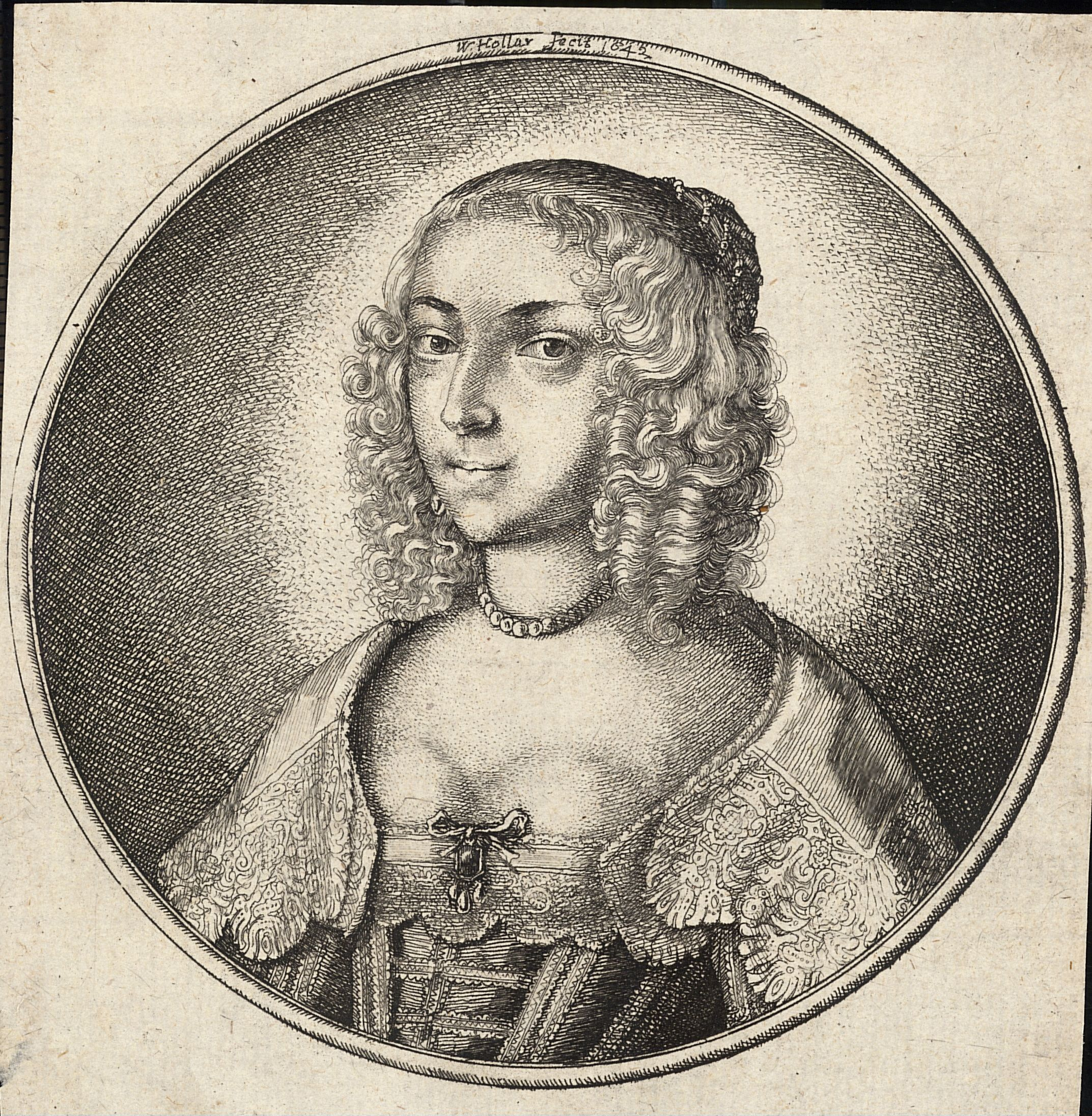

Une permanente est une mise en forme des cheveux. Le coiffeur utilise des produits chimiques pour friser et fixer les cheveux, dans les positions désirées (lisses, ondulées, bouclées, frisées).